# Johann Mock
Johann „Hans“ Mock (* 9. Dezember 1906 in Bielitz; † 22. Mai 1982 in Wien) war ein österreichischer Fußballspieler auf der Position des rechten Läufers.

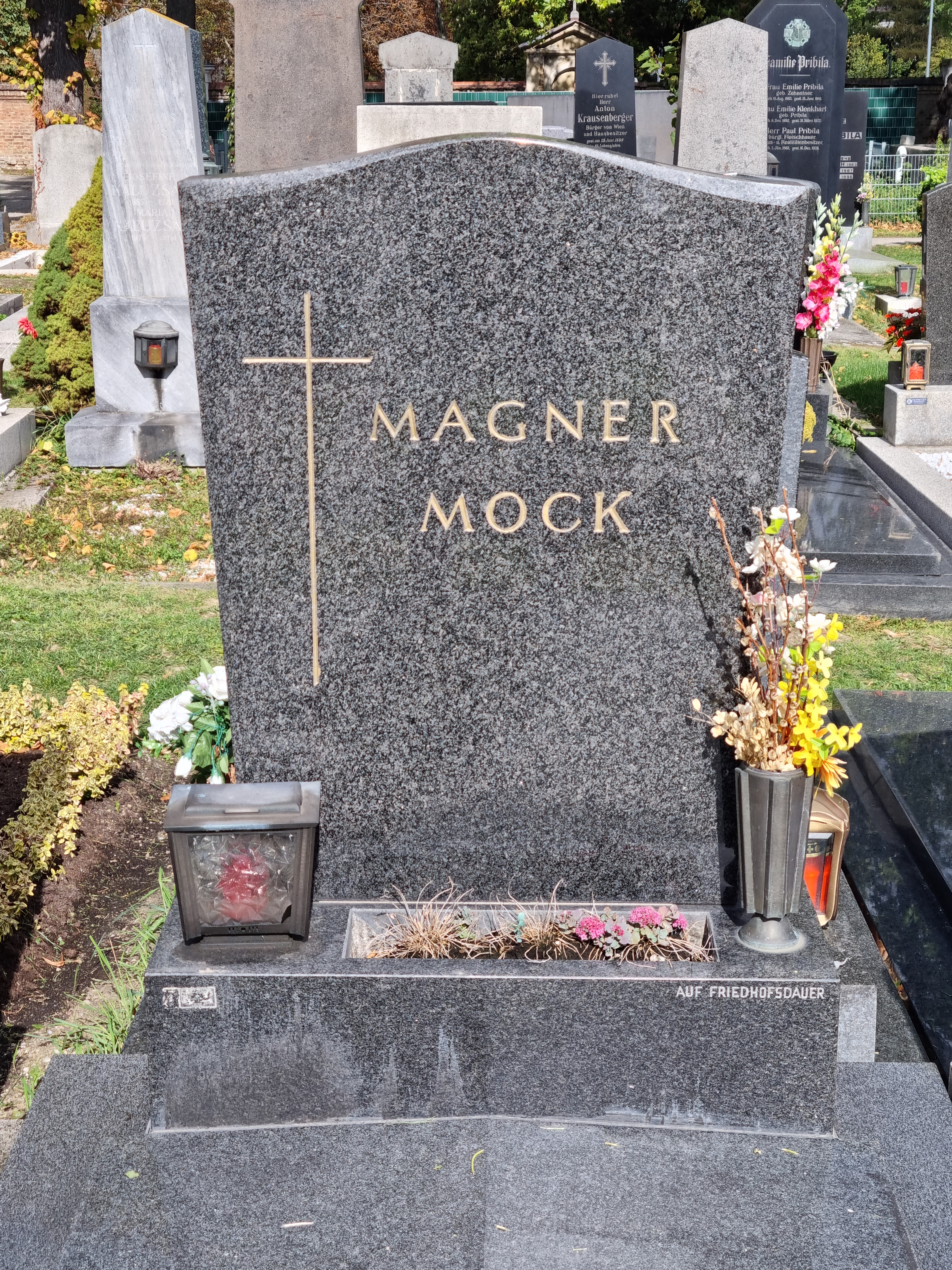
Grabstätte von Johann Mock am Inzersdorfer Friedhof

## Karriere
Der Pianist und Gemeindebeamte Johann Mock begann seine Karriere beim FC Nicholson (später FC Wien), bevor er im Jahre 1927 zur Austria Wien wechselte. Mit den Veilchen konnte der elegante und technisch perfekte Mittelläufer dreimal den österreichischen Cup gewinnen (1933, 1935, 1936). Gemeinsam mit Karl Adamek, Karl Gall und Walter Nausch bildete er die starke Austria-Mittelfeldformation der 1930er Jahre und gewann auf internationaler Ebene zweimal den Mitropacup (1933, 1936), den Vorläufer des heutigen Europacups.
Durch seine starke Leistung bei der Austria wurde Johann Mock am 15. September 1929 im Spiele gegen die Tschechoslowakei erstmals ins Nationalteam einberufen. Österreich gewann bei Mocks Premierenspiel mit 2:1. Zur Zeit des legendären Wunderteams war Johann Mock ein wichtiger Bestandteil der Nationalmannschaft, spielte beispielsweise beim 5:0-Sieg gegen Deutschland. Allerdings musste sich der klassische Mittelläufer der alten Wiener Schule, angesichts der Konkurrenz durch Josef Smistik und Leopold Hofmann im Wunderteam mit der Position des rechten Außenläufers zufriedengeben. Bis zum Anschluss Österreichs an das Deutsche Reich absolvierte der Verteidiger insgesamt zwölf Spiele für die österreichische Nationalmannschaft. 1939 war er lange verletzt. Er wurde im Juni 1940 als einer der letzten Austria-Spieler eingezogen, stand aber weiter zur Verfügung, bis Februar 1942 bestritt er fast alle Spiele. Danach wurde er an die Ostfront versetzt, litt im Herbst an einer Gelenksentzündung. Danach trat er bei keinem Austria-Spiel mehr in Erscheinung. Während der Zeit der Zugehörigkeit Österreichs zum Dritten Reich trug Johann Mock, zeitweise auch als Kapitän, zwischen 1938 und 1942 insgesamt fünf Mal das Trikot mit dem Reichsadler und nahm mit der deutschen Elf an der Fußball-Weltmeisterschaft 1938 in Frankreich teil. Nach einem Interviewbeitrag 2008 von Franz Schwarz, Sohn des ehemaligen Austria-Präsidenten Michl Schwarz (Präsident von 1933 bis 1938 und 1946 bis 1955), war Mock schon vor 1938 Mitglied der damals in Österreich illegalen SA und der NSDAP. Mock war 1938 daran beteiligt, als die Klubführung bei Austria von den Nationalsozialisten übernommen wurde. Er beantragte dann am 23. Juni 1938 die reguläre Aufnahme in die Partei und wurde rückwirkend zum 1. Mai desselben Jahres aufgenommen (Mitgliedsnummer 6.336.285).
Im Jahre 1942 beendete Hans Mock, der es insgesamt zu 40 Auswahlspielen brachte, schließlich seine aktive Karriere. Nach einer kurzen Trainertätigkeit bei Vorwärts Steyr und dem Badener AC zog er sich gänzlich vom Fußball zurück und führte bis zu seinem Ableben im Alter von 75 Jahren seine eigene Weinstube in der Wiener Innenstadt. Er wurde am Inzersdorfer Friedhof bestattet.

## Stationen
- FC Nicholson (1924 bis 1927)
- FK Austria Wien (1927 bis 1942)

## Erfolge
- 2 × Mitropacupsieger: 1933, 1936
- 3 × österreichischer Pokalsieger: 1933, 1935, 1936
- 1 × österreichischer Vizemeister: 1937
- 2 × österreichisches Pokalfinale: 1927, 1930

- 12 Länderspiele für die österreichische Fußballnationalmannschaft von 1929 bis 1937
- 5 Länderspiele für die deutsche Fußballnationalmannschaft von 1938 bis 1942
- Teilnahme an der Fußball-Weltmeisterschaft 1938